# Omnibusbetriebe Beth

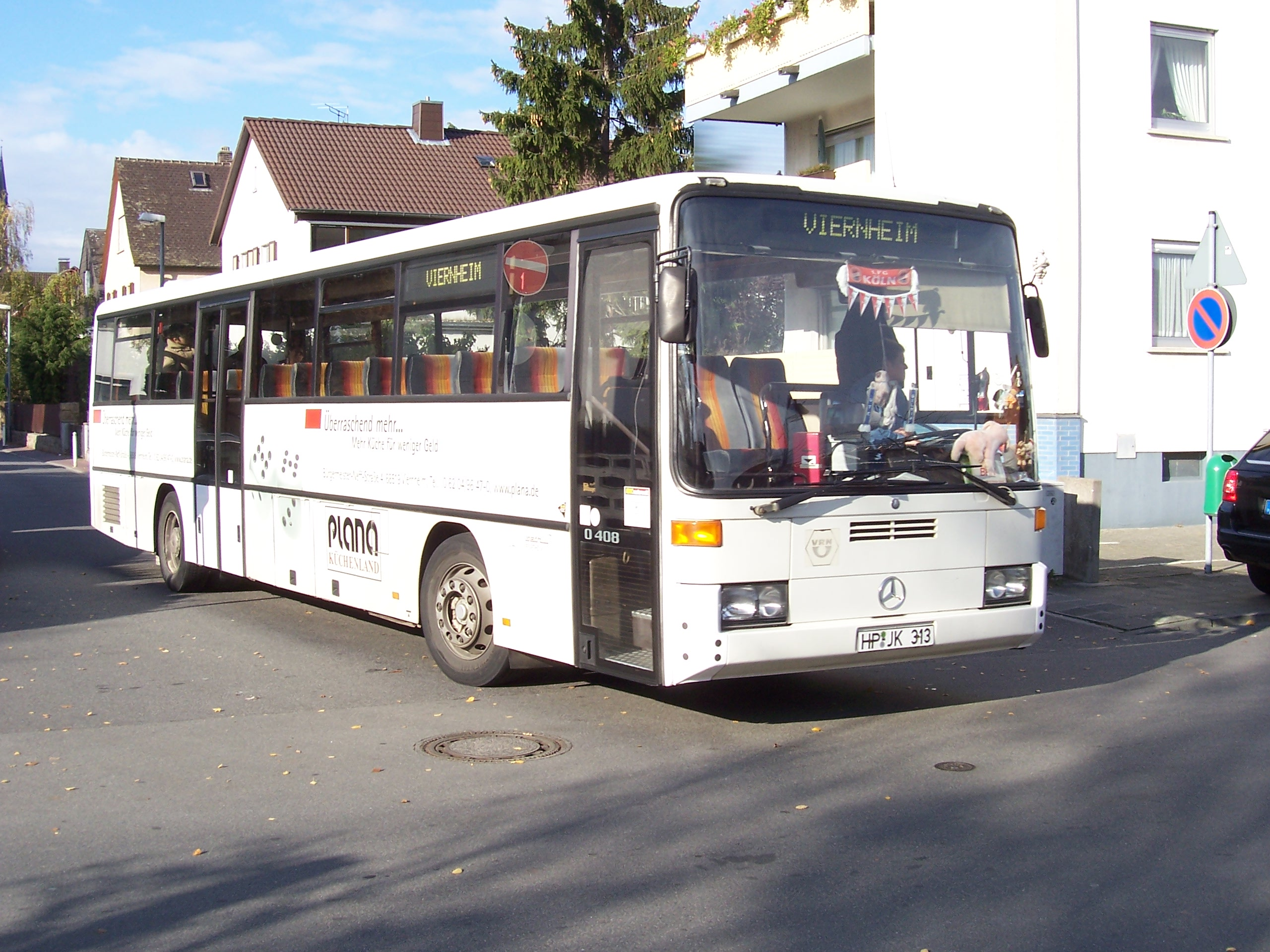
Mercedes-Benz O 408 in Viernheim

Omnibusbetriebe Beth GmbH ist ein Verkehrsunternehmen mit Sitz in Lampertheim, das im Rhein-Neckar-Raum und im Rhein-Main-Gebiet öffentlichen Personennahverkehr betreibt.
Das Unternehmen ist eine Tochtergesellschaft der Rhein-Neckar-Verkehr GmbH (RNV) und ist im März 2006 durch Übernahme des Geschäftsbereichs Linienverkehr des Lampertheimer Familienunternehmens Beth entstanden. Der Geschäftsbereich der Reisecenter Beth GmbH blieb unverändert bestehen.
Zum Unternehmen gehört ein Betriebshof und eine Werkstatt, die auch für das ebenfalls zur RNV gehörende Schwesterunternehmen V-Bus GmbH in Viernheim die Fahrzeuge unterhält und wartet. Der gemeinsame Betriebsleiter der beiden Betriebe, Andreas Beth, ist der Sohn des ehemaligen Eigentümers Dieter Beth.
Beth fuhr bis Dezember 2011 im Auftrag der Verkehr & Tourismus Lampertheim GmbH & Co. KG (VTL) – dem Nachfolger der umstrukturierten Stadtwerke Lampertheim GmbH – die Lampertheimer Stadtverkehrslinien 601 und 603–605. Mit dem Fahrplanwechsel am 11. Dezember 2011 übernahm das Reisebüro Walter Müller aus Biblis den Lampertheimer Stadtbusverkehr.
Seit der Übernahme durch die RNV werden auch diverse Leistungen auf Linien der RNV-Muttergesellschaften erbracht, besonders im Heidelberger Stadtverkehr.
Im September 2005 erhielt ein Bieterkonsortium, an dem Beth beteiligt war, den Zuschlag für mehrere vom RMV ausgeschriebene Linienbündel. Eines davon – das Bündel LDD-Ried/LGG-Süd mit den Linien 45, 46, K59 und K62 – wird seit dem Dezember 2005 von Beth betrieben.
Beth ist auch an der 2000 gegründeten Nahverkehrs-Service GmbH (NVS) in Bensheim beteiligt, einem Zusammenschluss mehrerer regionaler Busunternehmen in Südhessen und angrenzenden Regionen, an der auch die HEAG mobilo GmbH aus Darmstadt, die Abellio-Tochter Werner GmbH & Co. KG in Bensheim und die First-Group-Tochter Arthur Merl GmbH & Co. KG in Speyer beteiligt sind.